# Choqueuse-les-Bénards
Choqueuse-les-Bénards è un comune francese di 105 abitanti situato nel dipartimento dell'Oise della regione dell'Alta Francia.

## Geografia
Choqueuse-les-Bénards è un villaggio rurale piccardo situato tra i comuni di Catheux, Conteville e Hétomesnil. Si trova a 24 km a nord di Beauvais e a 31 km a sud-ovest di Amiens.
Numerosi sentieri permettono di raggiungere la Coulée Verte, che riutilizza il percorso della vecchia linea Beauvais - Amiens.
All'inizio del XIX secolo, Louis Graves descriveva Choqueuse-les-Bénards come avendo un "piccolo territorio allungato, attraversato da una gola che scorre da ovest a est, limitato a nord da un'altra gola. Il capoluogo, composto da una strada principale e una piazza abbastanza ampia, è situato su un plateau intermedio; è circondato da siepi; il terreno è arido e mediocre".

## Storia
Nel 1836, Louis Graves indicava che il villaggio aveva avuto un mulino a vento, ormai scomparso, e possedeva la canonica e un pozzo, l'unico scavato nel suo territorio. La popolazione viveva principalmente dalla produzione di calze e dalla tessitura di tessuti in lana.

## Società

### Evoluzione demografica
Abitanti censiti